# 짧은노쪽손목폄근
짧은노쪽손목폄근(extensor carpi radialis brevis) 또는 단요측수근신근(短橈側手根伸筋)은 손목관절을 펴고 벌리는 작용을 하는 아래팔의 근육이다. 아래팔뒤칸 얕은층에 속한다. 긴노쪽손목폄근보다 길이가 짧지만 두껍다.

## 구조
짧은노쪽손목폄근은 온폄근힘줄을 통해 위팔뼈 가쪽위관절융기에서 기시한다. 또한 짧은노쪽손목폄근 자체를 덮고 있는 강한 널힘줄과, 팔꿈치관절의 노쪽곁인대, 그리고 인접 근육과의 사이에 있는 근육사이막에서도 일어난다. 짧은노쪽손목폄근의 근섬유는 아래팔 중간쯤에서 납작한 힘줄을 이루면서 끝난다. 이 힘줄은 긴노쪽손목폄근의 힘줄과 가까이 위치해 있으며, 손목까지 동반한다. 이때 긴엄지벌림근과 짧은엄지폄근 아래를 지나친 뒤, 폄근지지띠 밑을 통과하여 셋째손허리뼈 손등쪽 바닥의 가쪽 측면에 닿는다. 소수의 근섬유는 둘째손허리뼈 손등쪽, 안쪽 면에 닿는다.

### 위치 관계
폄근지지띠 아래에서 짧은노쪽손목폄근의 힘줄은 노뼈 뒷면의 얕은 고랑에 들어 있다. 이 힘줄의 안쪽(자쪽)에는 긴노쪽손목폄근의 힘줄이 들어 있으며, 두 힘줄은 희미한 능선으로 서로 분리되어 있다.

### 신경 분포
다른 아래팔뒤칸 근육들과 마찬가지로 노신경 가지의 지배를 받는다.

## 기능
손목관절에서 손을 펴고 벌리는 역할을 한다.

## 추가 이미지
- 왼쪽 아래팔 뒷면의 근육
- 왼쪽 손등의 뼈
- 아래팔 중간부의 단면
- 아래팔 뒷면의 깊은층 근육
- 노뼈와 자뼈 먼쪽 끝의 단면
- 손목과 손가락의 단면
- 손목 뒤쪽 힘줄들의 윤활집
- 짧은노쪽손목폄근
- 짧은노쪽손목폄근
- 짧은노쪽손목폄근
- 짧은노쪽손목폄근
- 짧은노쪽손목폄근

## 참고 문헌
이 문서는 현재 퍼블릭 도메인에 속하는 그레이 해부학 제20판(1918) page 452의 내용을 기초로 작성된 글이 포함되어 있습니다.
1. 1 2 3  Origin, insertion and nerve supply of the muscle at Loyola University Chicago Stritch School of Medicine
2. 1 2 3  Gray's Anatomy 1918, see infobox